# 卡奇卡鄉

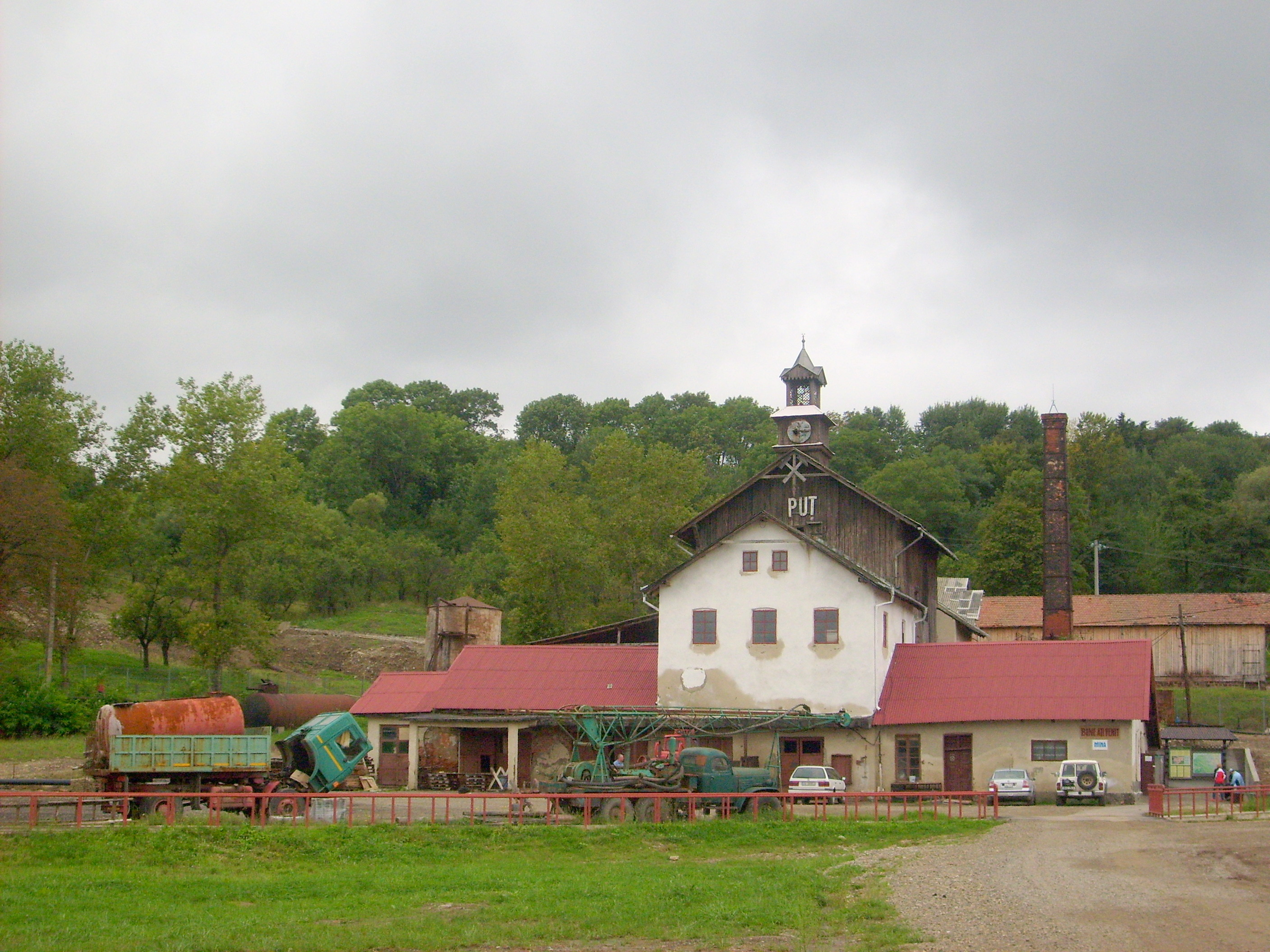

47°38′N 25°54′E / 47.633°N 25.900°E
卡奇卡鄉（羅馬尼亞語：Comuna Cacica, Suceava），是羅馬尼亞的鄉份，位於該國東北部，由蘇恰瓦縣負責管轄，面積68平方公里，海拔高度385米，2007年人口4,342，人口密度每平方公里64人。